# لو لندرز
لو لندرز (انگلیسی: Lew Landers؛ ۲ ژانویهٔ ۱۹۰۱ – ۱۶ دسامبر ۱۹۶۲) یک کارگردان اهل ایالات متحده آمریکا بود.